# シャリトン・リバー (中型揚陸艦)
シャリトン・リバー(USS Chariton River)は、第二次世界大戦中にアメリカ海軍が建造したLSM(R)-401級ロケット中型揚陸艦の1隻。艦名の由来であるシャリトン川はミズーリ州とアイオワ州を通る河川で、現在までこの名前を与えられた唯一のアメリカ軍艦である。

## 歴史

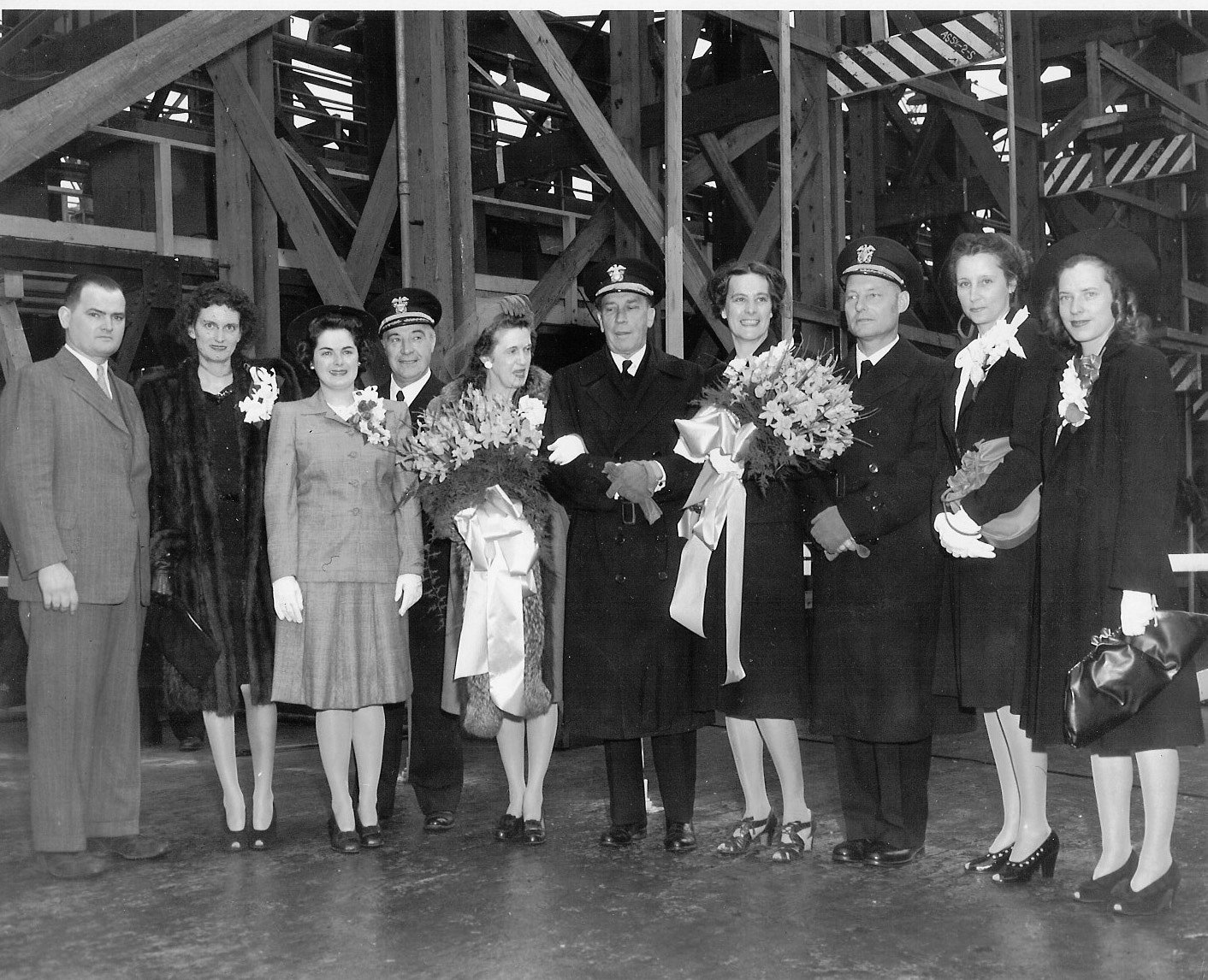
1945年2月、LSM(R)-407の進水記念式典にて。中央の人物がジュールス・ジェームス提督。

1945年1月22日、チャールストン海軍工廠にて起工し、1945年2月12日より就役した。進水式には第6海軍区(6th Naval District)司令官ジュールス・ジェームス少将やスポンサーでもあるJ.E.ハント大佐の夫人が出席した。1945年5月9日、LSM(R)-407として就役する。艦長はロバート・C・ヴァン・ヴレック(Robert C. Van Vleck)予備役中尉だった。
第二次世界大戦中は戦闘任務に参加せず、1947年2月10日よりオレゴン州アストリアの太平洋予備艦隊(Pacific Reserve Fleet)に組み込まれた。
1955年10月1日、シャリトン・リバー(USS Chariton River)に改名。1958年、米海軍艦籍簿から除籍される。
1960年、ワシントン州タコマのタコマ・タグ・アンド・バージ・カンパニー(Tacoma Tug & Barge Company)に売却され、バージ船に転用された。